# .ne
.ne és el domini de primer nivell territorial (ccTLD) de Níger
Sense cap relació amb el domini de primer nivell .ne, de vegades s'utilitza "ne" com a domini de segon nivell dins d'altres dominis territorials, de manera que es poden fer registres del tipus .ne.xx, on xx és un ccTLD. Dos exemples en són el Japó (.ne.jp) i Corea del Sud (.ne.kr). En la majoria dels altres dominis de primer nivell s'utilitza "net" amb la mateixa finalitat.
Actualment, l'agost de 2013, no es pot registrar un domini .ne. El web d'Intnet.ne retorna una pàgina de configuració de PHP, i AfriDNS ha anunciat que el domini no funciona bé, i està marcat com a no disponible per al registre comercial.